# Anthomuricea reticulata
Anthomuricea reticulata is een zachte koraalsoort uit de familie Plexauridae. De koraalsoort komt uit het geslacht Anthomuricea. Anthomuricea reticulata werd in 1910 voor het eerst wetenschappelijk beschreven door Nutting. 